# Блексбург (Јужна Каролина)
Блексбург (енгл. Blacksburg) град је у америчкој савезној држави Јужна Каролина.

## Демографија
По попису из 2010. године број становника је 1.848, што је 32 (-1,7%) становника мање него 2000. године.
| Група             | 2000.         | 2010.         |
| Белци             | 1.392 (74,0%) | 1.369 (74,1%) |
| Афроамериканци    | 443 (23,6%)   | 396 (21,4%)   |
| Азијати           | 2 (0,1%)      | 9 (0,5%)      |
| Хиспаноамериканци | 10 (0,5%)     | 18 (1,0%)     |
| Укупно            | 1.880         | 1.848         |